# Email spoofing
Email spoofing es la creación de mensajes de correo electrónico con una dirección de remitente falso. Es fácil de hacer porque los protocolos básicos del servicio de correo electrónico no tienen ningún mecanismo de autenticación. Se puede llevar a cabo desde dentro de la LAN o desde un entorno externo utilizando troyanos. Los correos electrónicos de spam y phishing suelen utilizar este engaño para inducir a error al destinatario sobre el origen del mensaje.

## Detalles técnicos
Cuando se envía un correo electrónico SMTP, la conexión inicial ofrece dos piezas de información de la dirección:
CORREO DE: - presenta generalmente al destinatario como la cabecera Return-path: (ruta de retorno:), pero normalmente no es visible para el usuario final, y por omisión no se hacen chequeos de que el sistema de envío esté autorizado a enviar en nombre de esa dirección.
RCPT HACIA: - especifica a qué dirección de correo electrónico debe entregarse el mensaje, normalmente no es visible para el usuario final, pero puede estar presente en las cabeceras como parte de la cabecera Received: ("Recibido:").
En conjunto, se refieren a éstos a veces como el direccionamiento del "sobre", por analogía con un sobre de papel tradicional.
Una vez que el servidor de correo receptor avisa que acepta estos dos artículos, el sistema de origen envía el comando "DATA", y por lo general envía varios elementos de encabezado, incluyendo:
De: Joe Q Doe <joeqdoe@example.com> - la dirección visible para el receptor; pero una vez más, de forma predeterminada no se hacen chequeos de que el sistema de envío esté autorizado a enviar en nombre de esa dirección.
Responder-a: Jane Roe <Jane.Roe@example.mil> - no se comprueba de manera similar
El resultado es que el destinatario de correo electrónico vea el correo electrónico como provenientes de la dirección en la cabecera From:; veces que puede ser capaz de encontrar la dirección de CORREO DE; y si responden a la dirección de correo electrónico que va a ir a cualquiera de la dirección presentada en el MAIL FROM: o la Cabecera Responder a: - pero ninguna de estas direcciones son típicamente confiables, por lo que los mensajes de rebote automatizados pueden generar retrodispersión.

## Uso por spam y gusanos
Malware como Klez y Sober y muchos ejemplos más modernos a menudo buscan direcciones de correo electrónico en el ordenador que han infectado, y utilizan esas direcciones tanto como objetivos para el correo electrónico, como para crear campos "FROM" creíbles en los correos electrónicos que forjan, por lo que estos correos son más propensos a ser abiertos. Por ejemplo:
1. Alice recibe un correo electrónico infectado el cual ella abre, ejecutando el código del gusano.
2. El código del gusano busca en la libreta de direcciones de correo electrónico de Alice y encuentra las direcciones de Bob y Charlie.
3. Desde el equipo de Alice, el gusano envía un correo electrónico infectado a Bob, pero alterado para aparentar haber sido enviado por Charlie.

En este caso, incluso si el sistema de Bob detecta el correo entrante como conteniendo malware, él ve a la fuente como Charlie, a pesar de que realmente vino de la computadora de Alice; Mientras tanto Alice permanece inconsciente de que su ordenador ha sido infectado con un gusano.